# 重力式アーチダム

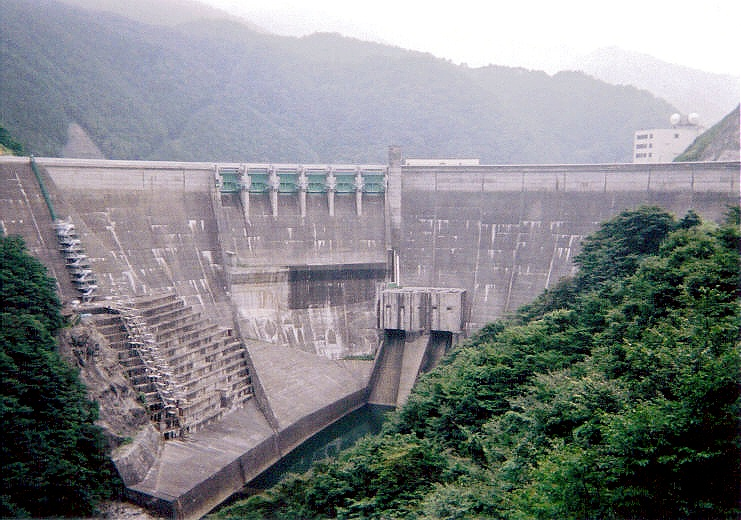
日本にある重力式アーチダムの一つの湯田ダム

重力式アーチダム（じゅうりょくしきアーチダム、Concrete Arch Gravity Dam、CAGD）は、ダムの型式のひとつで、重力式コンクリートダムとアーチ式コンクリートダムの特性を兼ね備えている。

## 概要
アーチ式ダムを作れるほど岩盤が堅固ではないが、重力式コンクリートダムよりもコンクリート使用量を節約することができる。構造的にはアーチによって人造湖からの水圧を両岸の堅固な岩盤に伝え、さらにダムの自重をも利用することで安定性を高いものとしている。
現在、世界最大の堤高を持つ重力式アーチダムはロシアのエニセイ川に建設されたサヤノシュシェンスカヤダムであり、堤高は 242 m 、総貯水容量は約313億 m3 を有する。また、アメリカ合衆国のニューディール政策の契機ともなったコロラド川のフーバーダムは高さ 221 m 、貯水量は約352億 m3と、これもまた世界を代表する重力式アーチダムである。
| 順位 | 国名     | ダム名                     | 堤高 (m) | 総貯水 容量 （千m3） | 完成年 | 備考 |
| ---- | -------- | -------------------------- | -------- | -------------------- | ------ | ---- |
| 1    | ロシア   | サヤノシュシェンスカヤダム | 242.0    | 31,340,000           | 1990   |      |
| 2    | アメリカ | フーバーダム               | 221.0    | 35,200,000           | 1936   |      |

## 日本の重力式アーチダム一覧
日本においてはチッソが宮崎県の五ヶ瀬川水系芋洗谷川に建設した芋洗谷ダムが最初の重力式アーチダムである。戦後は大規模なダムが建設され、中国電力が岡山県の高梁川水系成羽川に建設した新成羽川ダムが最大規模のダムである。だが、アーチ式コンクリートダムと同様に強固な岩盤が必要とするため建設できる地点はやはり限定されてしまい、1974年（昭和49年）に山口県の阿武川で完成した阿武川ダムを最後に現在まで建設された例はなく、日本ダム協会の調べによると全国で12基しかないという珍しい型式となってしまった。
| 所在地          | 水系     | 河川     | ダム         | 高さ (m) | 総貯水 容量 （千m3） | 管理者     | 完成年 | 備考     |
| --------------- | -------- | -------- | ------------ | -------- | -------------------- | ---------- | ------ | -------- |
| 岡山県          | 高梁川   | 成羽川   | 新成羽川ダム | 103.0    | 127,500              | 中国電力   | 1968   |          |
| 山口県          | 阿武川   | 阿武川   | 阿武川ダム   | 95.0     | 153,500              | 山口県     | 1974   |          |
| 埼玉県          | 荒川     | 荒川     | 二瀬ダム     | 95.0     | 26,900               | 国土交通省 | 1961   |          |
| 岩手県          | 北上川   | 和賀川   | 湯田ダム     | 89.5     | 114,160              | 国土交通省 | 1964   |          |
| 福島県          | 阿賀野川 | 只見川   | 大鳥ダム     | 83.0     | 15,800               | 電源開発   | 1963   |          |
| 京都府          | 淀川     | 名張川   | 高山ダム     | 67.0     | 56,800               | 水資源機構 | 1968   |          |
| 三重県 和歌山県 | 新宮川   | 北山川   | 七色ダム     | 61.0     | 61,300               | 電源開発   | 1965   |          |
| 福井県          | 九頭竜川 | 九頭竜川 | 鷲ダム       | 44.0     | 9,650                | 電源開発   | 1968   |          |
| 福井県          | 九頭竜川 | 滝波川   | 小原ダム     | 35.5     | 152                  | 北陸電力   | 1964   |          |
| 福井県          | 九頭竜川 | 石徹白川 | 石徹白ダム   | 32.0     | 917                  | 電源開発   | 1968   |          |
| 宮崎県          | 五ヶ瀬川 | 芋洗谷川 | 芋洗谷ダム   | 25.5     | 61                   | JNC        | 1930   | 土木遺産 |